# NAPA
NAPA (англ. NSF attachment protein alpha) – білок, який кодується однойменним геном, розташованим у людей на короткому плечі 19-ї хромосоми.  Довжина поліпептидного ланцюга білка становить 295 амінокислот, а молекулярна маса — 33 233.
| 10         |  | 20         |  | 30         |  | 40         |  | 50         |
| ---------- |  | ---------- |  | ---------- |  | ---------- |  | ---------- |
| MDNSGKEAEA |  | MALLAEAERK |  | VKNSQSFFSG |  | LFGGSSKIEE |  | ACEIYARAAN |
| MFKMAKNWSA |  | AGNAFCQAAQ |  | LHLQLQSKHD |  | AATCFVDAGN |  | AFKKADPQEA |
| INCLMRAIEI |  | YTDMGRFTIA |  | AKHHISIAEI |  | YETELVDIEK |  | AIAHYEQSAD |
| YYKGEESNSS |  | ANKCLLKVAG |  | YAALLEQYQK |  | AIDIYEQVGT |  | NAMDSPLLKY |
| SAKDYFFKAA |  | LCHFCIDMLN |  | AKLAVQKYEE |  | LFPAFSDSRE |  | CKLMKKLLEA |
| HEEQNVDSYT |  | ESVKEYDSIS |  | RLDQWLTTML |  | LRIKKTIQGD |  | EEDLR      |

A: Аланін

C: Цистеїн

D: Аспарагінова кислота

E: Глутамінова кислота

F: Фенілаланін

G: Гліцин

H: Гістидин

I: Ізолейцин

K: Лізин

L: Лейцин

M: Метіонін

N: Аспарагін

P: Пролін

Q: Глутамін

R: Аргінін

S: Серин

T: Треонін

V: Валін

W: Триптофан

Задіяний у таких біологічних процесах як транспорт, транспорт білків, транспорт між ендоплазматичним ретикулумом і апаратом Гольджі. 
Локалізований у мембрані.